# Matea Parlov Koštro
Matea Parlov Koštro, född 2 juni 1992, är en kroatisk långdistanslöpare.

## Karriär
I augusti 2022 vid EM i München tog Parlov Koštro silver i maraton efter ett lopp på 2 timmar, 28 minuter och 42 sekunder.